# Allahyar Sayyadmanesh
Allahyar Sayyadmanesh (persiska: اللهیار صیادمنش), född 29 juni 2000, är en iransk fotbollsspelare som spelar för belgiska Westerlo. Han spelar även för Irans landslag.

## Klubbkarriär
Den 31 januari 2024 värvades Sayyadmanesh av belgiska Westerlo, där han skrev på ett 2,5-årskontrakt.

## Landslagskarriär
Sayyadmanesh debuterade för Irans landslag den 6 juni 2019 i en träningslandskamp mot Syrien, där han blev inbytt i den 80:e minuten mot Karim Ansarifard.